# 劍與魔法
劍與魔法（英語：Sword and Sorcery）是奇幻小說的次文類，主要特色為「劍為主，法為輔」；故事著重於敘述勇武英雄對抗邪惡勢力，巫師、邪靈、怪物（包括龍）等是其常見的敵人。
此文類的起源，在歐美文學中最早可追溯至荷馬的史詩《奥德赛》，近代則有大仲馬的《三劍客》（但其中缺乏超自然要素）。二十世紀早期的奇幻小說——艾立克·洛克·艾丁生的The Worm Ouroboros（1922年）和鄧薩尼勛爵的The Fortress Unvanquishable, Save for Sacnoth（1910年）亦被視為先驅。但真正確立此文類風格的，應是羅伯特·歐文·霍華德的《蠻王柯南》系列（1932年起）。